# Tonezza del Cimone
Tonezza del Cimone – miejscowość i gmina we Włoszech, w regionie Wenecja Euganejska, w prowincji Vicenza.
Według danych na rok 2004 gminę zamieszkiwało 620 osób, 44,3 os./km².